# Ketegan (Tanggulangin)
Ketegan is een bestuurslaag in het regentschap Sidoarjo van de provincie Oost-Java, Indonesië. Ketegan telt 4653 inwoners (volkstelling 2010).